# Lourenço da Souza Coïmbra
Pour les articles homonymes, voir Coimbra (homonymie).
Lourenço da Souza Coïmbra est un trafiquant portugais d'esclaves du XIXe siècle.

## Biographie
Fils de Francisco José Coïmbra, gouverneur du Bié, Lourenço da Souza Coïmbra est nommé « Kwarumba » chez les Baluba et « Naha-Honjo » chez les Bayeke,. Avec le trafiquant José-Antonio Alvez, il organise d'importantes razzias. En 1875, Verney Lovett Cameron le rencontre et écrit à son sujet : « Entre tous ces chenapans, Lourenço Souza Coïmbra, fils du major Coïmbra de Bihé, méritait la palme... »
Sa trace se perd après 1878. 
Jules Verne, qui retranscrit de manière erronée les dires de Cameron en utilisant le récit A travers l'Afrique : voyage de Zanzibar à Benguela, l'utilise comme personnage dans son roman Un capitaine de quinze ans. Il y reçoit d'ailleurs un magistral coup de poing d'Austin, un autre personnage anti-esclavagistes.